# Koko Tsurumi
Koko Tsurumi (Tokio, 28 de septiembre de 1992) es una gimnasta artística japonesa, subcampeona del mundo en 2009 en las barras asimétricas.

## Carrera deportiva
En el Mundial de Londres 2009 consiguió la plata en asimétricas con 14,875 puntos —tras la china He Kexin y por delante de las rumana Ana Porgras y estadounidense Rebecca Bross que empataron—. Asimismo también ganó el bronce en la general individual, tras las estadounidenses Bridget Sloan y, de nuevo, Rebecca Bross.